# Crossover (automobil)
Crossover (sau CUV: crossover utility vehicle) este un automobil cu design de SUV dar care este mai apropiat de mașinile de stradă. Multe crossovere sunt mai degrabă break-uri cu suspensie mai înaltă, tracțiune 4x4 și scuturi pentru a oferi posibiltăți de deplasare pe teren accidentat.
Șasiul este monococă și suspensiile sunt foarte bine adaptate pentru șosea (derivând din suspensiile pentru versiunile de stradă). Datorită greutății scăzute a șasiului se pot folosi suspensii, motoare și componente ale transmisiei mai ușoare, obținându-se astfel economii de combustibil. Greutatea scăzută, centrul de greutate situat mai jos și suspensiile adaptate pentru șosea oferă și un comportament rutier foarte bun.

## Mașini categorisite ca SUV crossover
| Model(e)                                                   | Platformă                                                                   |
| ---------------------------------------------------------- | --------------------------------------------------------------------------- |
| Acura MDX și Honda Pilot                                   | Honda Accord                                                                |
| Dacia Duster                                               | Nissan Qashqai - j10                                                        |
| Dacia Logan MCV Stepway                                    | Dacia Logan MCV                                                             |
| Renault Kadjar                                             | Nissan Qashqai - j11                                                        |
| Audi A6 allroad quattro                                    | Audi A6                                                                     |
| BMW X3                                                     | BMW E46 (BMW Seria 3)                                                       |
| BMW X5                                                     | BMW Seria 5                                                                 |
| Cadillac SRX                                               | Sigma platform (Cadillac CTS & STS)                                         |
| Chevrolet Captiva/Saturn VUE                               | GM Theta platform                                                           |
| Chevrolet HHR                                              | GM Delta platform (Chevrolet Cobalt)                                        |
| Chrysler Pacifica                                          | Chrysler CS platform (Chrysler Town și Country/Dodge Caravan)               |
| Ford EcoSport                                              | Ford Mk6 platform (Ford Fiesta)                                             |
| Ford Escape/Mazda Tribute/Mercury Mariner                  | Ford CD2 platform                                                           |
| Ford Taurus X                                              | Ford D3 platform (Ford Five Hundred/Taurus)                                 |
| Ford Territory                                             | Ford Falcon                                                                 |
| GMC Acadia/Saturn Outlook/Buick Enclave/Chevrolet Traverse | GM Lambda platform                                                          |
| Holden Adventra/HSV Avalanche                              | Holden Commodore                                                            |
| Holden Crewman/HSV Avalanche XUV                           | Holden Commodore                                                            |
| Honda CR-V și Honda Element                                | Honda Civic                                                                 |
| Hyundai Tucson/Kia Sportage                                | Hyundai Elantra                                                             |
| Hyundai Veracruz și Hyundai Santa Fe                       | Hyundai Sonata                                                              |
| Infiniti EX                                                | Infiniti G35                                                                |
| Infiniti FX                                                | Nissan FM platform (Infiniti G35)                                           |
| Jeep Compass/Jeep Patriot/Dodge Journey                    | Mitsubishi GS platform                                                      |
| Kia Rondo                                                  | Kia Optima                                                                  |
| Lincoln MKX/Ford Edge                                      | Ford CD3 platform (Lincoln Zephyr/MKZ, Ford Fusion, Mercury Milan, Mazda 6) |
| Mazda CX-9                                                 | Ford CD3 platform                                                           |
| Mitsubishi Endeavor                                        | Mitsubishi Galant                                                           |
| Mitsubishi Outlander                                       | Mitsubishi Lancer                                                           |
| Nissan Murano                                              | Nissan Altima                                                               |
| Nissan X-Trail                                             | Nissan Almera                                                               |
| Peugeot 3008                                               | Platformă compactă EMP2                                                     |
| Renault Koleos                                             | Nissan New X-Trail platform                                                 |
| Subaru Forester                                            | Subaru Impreza                                                              |
| Subaru Tribeca                                             | Subaru Legacy/Outback                                                       |
| Suzuki SX4                                                 | Suzuki Swift                                                                |
| Toyota Harrier/Lexus RX și Toyota Kluger/Highlander        | Toyota Camry                                                                |
| Toyota Matrix/Pontiac Vibe                                 | Toyota Corolla                                                              |
| Volvo XC70                                                 | Volvo P24 platform                                                          |
| Volvo XC90                                                 | Volvo P2 platform (Volvo S80)                                               |